# Androción

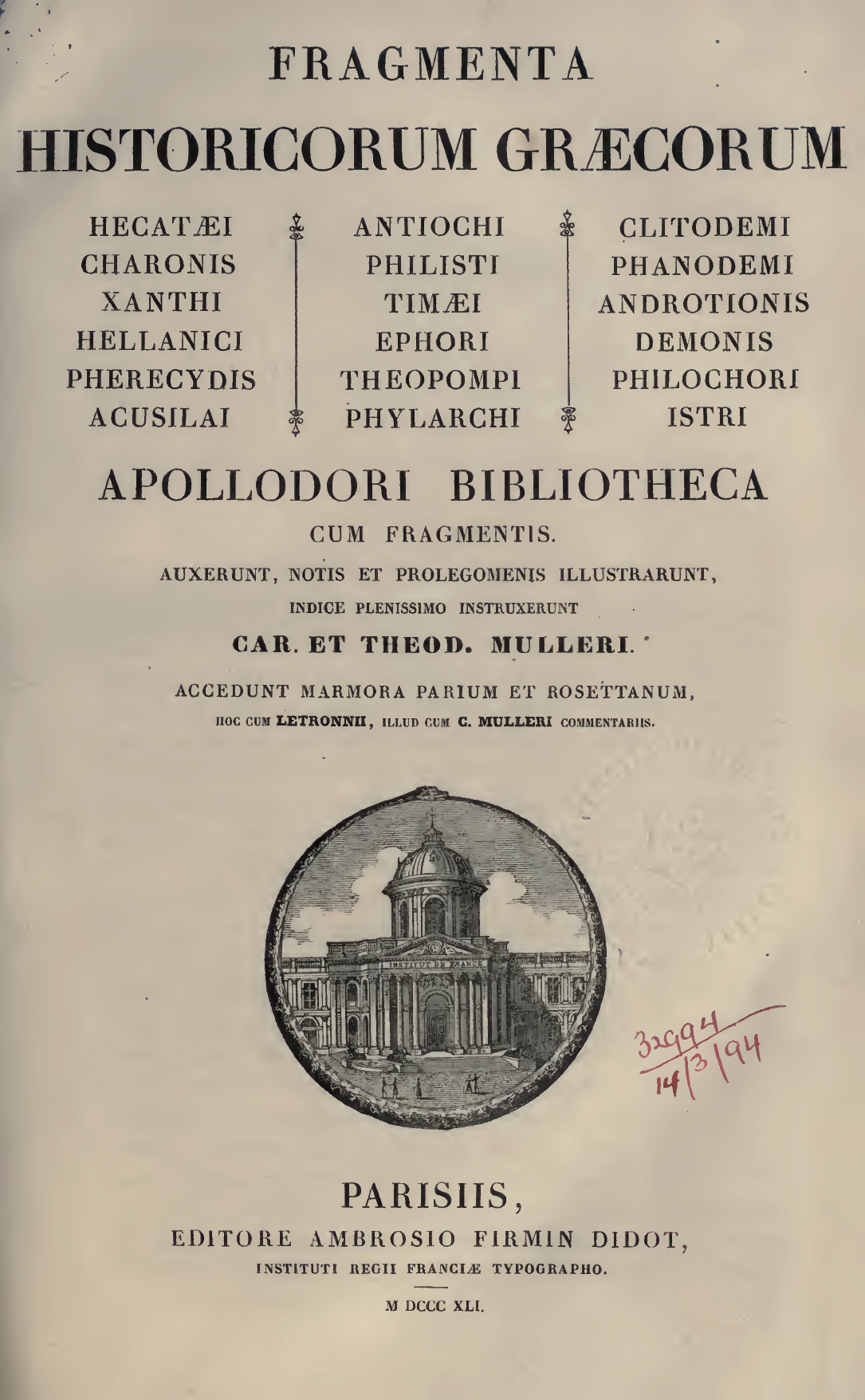
Primera edición de los Fragmenta Historicorum Graecorum, Vol. 1., donde se lee Androtionis.

Androción (en griego, Ἀνδροτίων; genitivo: Ἀνδροτίωνος; ca. 410-340 a. C.), fue un orador y atidógrafo ateniense, dirigente político, discípulo de Isócrates y contemporáneo de Demóstenes. 
Es conocido, principalmente, por el discurso de Demóstenes, en el que fue acusado de ilegalidad al proponer el honor de dar una corona al Consejo de los Quinientos a la expiración de su magistratura.
Androción ocupó varios puestos importantes, y durante la Guerra Social fue nombrado comisario extraordinario para cobrar los atrasos de determinados impuestos. Demóstenes y Aristóteles hablan favorablemente de sus cualidades de orador. Según María Cruz Herrero Ingelmo, 

se opuso a Demóstenes en la cuestión de una alianza contra Macedonia y fue partidario de combinar una política exterior moderadamente conservadora con una enérgica política exterior contra Persia.

Se dice que estuvo exiliado en Megara, donde compuso un Atthís en ocho libros, anales del Ática, desde los primeros tiempos hasta su época. Se ha discutido si el cronista y el orador son la misma persona, pero un Androción que escribió sobre agricultura es sin duda una persona diferente. Gaetano De Sanctis atribuye a Androción el Atidógrafo, un fragmento del siglo IV a. C. descubierto por B. P. Grenfell y A. S. Hunt. Fuertes argumentos en contra de este punto fueron establecidos por E. M. Walker en la publicación Classical Review, en la edición de mayo de 1908. Parte de las obras fueron publicadas por Müller en su obra Fragmente der griechischen Historiker (1841).